# Japan Open de 2006
O Japan Open de 2006 foi a quinta edição do Japan Open, um evento anual de patinação artística no gelo organizado pela Federação Japonesa de Patinação. A competição foi disputada no dia 14 de março, na cidade de Saitama, Japão.

## Eventos
- Equipes (Individual masculino + Individual feminino)

## Medalhistas
| Evento           | Ouro                                                             | Prata                                                                                | Bronze                                                                |
| Equipes detalhes | Daisuke Takahashi Takeshi Honda Mao Asada Miki Ando Equipe Japão | Jeffrey Buttle Emanuel Sandhu Joannie Rochette Alissa Czisny Equipe América do Norte | Stephane Lambiel Alexei Yagudin Sarah Meier Kiira Korpi Equipe Europa |

## Resultados

### Individual masculino
| Pos. | Nome              | Nacionalidade | Pontos |
| ---- | ----------------- | ------------- | ------ |
| 1    | Stephane Lambiel  | Suíça         | 141.80 |
| 2    | Daisuke Takahashi | Japão         | 141.10 |
| 3    | Jeffrey Buttle    | Canadá        | 139.40 |
| 4    | Emanuel Sandhu    | Canadá        | 130.90 |
| 5    | Takeshi Honda     | Japão         | 119.70 |
| 6    | Alexei Yagudin    | Rússia        | 112.70 |

### Individual feminino
| Pos. | Nome             | Nacionalidade  | Pontos |
| ---- | ---------------- | -------------- | ------ |
| 1    | Mao Asada        | Japão          | 125.72 |
| 2    | Joannie Rochette | Canadá         | 117.60 |
| 3    | Sarah Meier      | Suíça          | 104.56 |
| 4    | Miki Ando        | Japão          | 104.56 |
| 5    | Kiira Korpi      | Finlândia      | 86.66  |
| 6    | Alissa Czisny    | Estados Unidos | 85.40  |

### Final
| Pos.              | Nome                    | Pontos |
| ----------------- | ----------------------- | ------ |
| Medalha de ouro   | Equipe Japão            | 491.08 |
| Medalha de prata  | Equipe América do Norte | 473.34 |
| Medalha de bronze | Equipe Europa           | 445.72 |